# Herbert Wimmer
Herbert Wimmer (født 9. november 1944 i Eupen, Belgien) er en tidligere tysk fodboldspiller, der som midtbanespiller på det vesttyske landshold var med til at vinde både EM i 1972 og VM i 1974. Han deltog desuden ved EM i 1976 hvor tyskerne vandt sølv.
På klubplan tilbragte Wimmer hele sin aktive karriere hos Borussia Mönchengladbach. Her nåede han at spille 366 ligakampe og score 51 mål og var blandt andet med til at vinde hele fem tyske mesterskaber og UEFA Cuppen i 1975.